# Antoculeora
Antoculeora é um gênero de traça pertencente à família Arctiidae.